# شوت جاليكا
شوت جاليكا (بالألبانية: Shote Galica‏)، وُلدت باسم كيريم هاليل راديشيفا في درينكا بكوسوفو حاليًا عام 1895. كانت جاليكا من قطاع الطرق الألبان في حركة التحرير الوطني للمتمردين الألبان بغية توحيد جميع الأراضي الألبانية ودعم حكومة وطنية ديمقراطية في ألبانيا. وقد وُصفت بكونها بطلة للشعب الألباني. وتُوفيت في فوشي-كرويي في ألبانيا عام 1927.